# كفر بدواي الجديد
قرية كفر بدواى الجديد هي إحدى القرى التابعة لمركز المنصورة في محافظة الدقهلية في جمهورية مصر العربية. حسب إحصاءات سنة 2006، بلغ إجمالي السكان في كفر بدواى الجديد 1389 نسمة، منهم 710 رجل و679 امرأة.